# أولاد عبد الله (الدخيسة)
أولاد عبد الله هي إحدى مشيخات المملكة المغربية، تتبع جغرافيا لعمالة مكناس وإداريًا لالدخيسة. يقدر عدد سكانها بـ 32296 نسمة حسب الإحصاء الرسمي للسكان والسكنى لسنة 2004.